# Kłykcie potyliczne

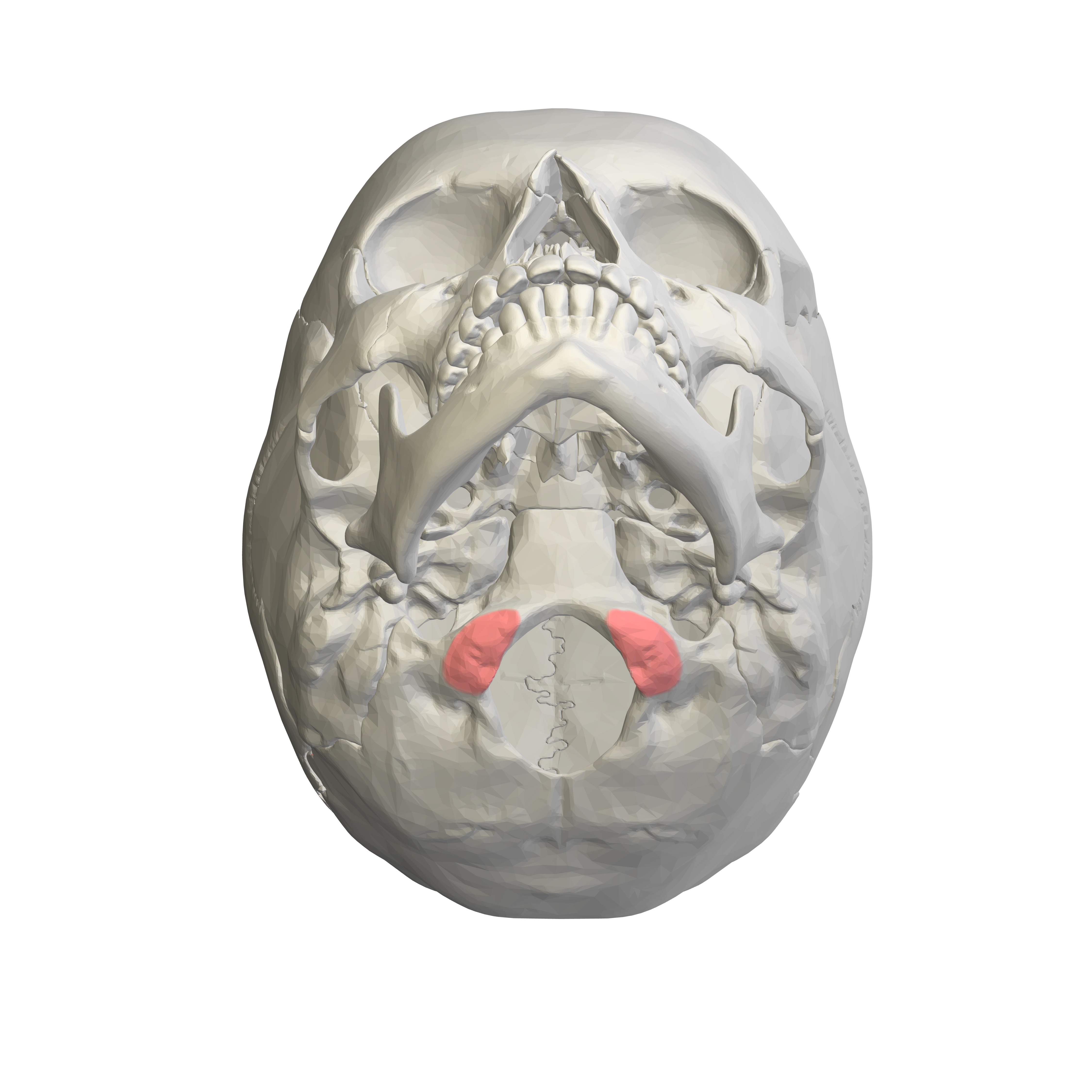
Czaszka człowieka, widok przednio-dolny. Kłykcie potyliczne zaznaczono na czerwono

Kłykcie potyliczne (łac. condyli occipitales) – wyrostki stawowe znajdujące się na kościach potylicznych, dla których powierzchnie stawowe (cotyli) znajdują się na pierwszym kręgu odcinka szyjnego kręgosłupa  (dźwigaczu). U podstawy każdego z kłykci ulokowany jest kanał nerwu podjęzykowego. Na bok od kłykci znajdują się wyrostki przykłykciowe, stanowiące miejsce przyczepu mięśni i więzadeł.  Kłykcie stanowią ruchome połączenie czaszki płazów, gadów, ptaków i ssaków z resztą szkieletu. U ptaków i gadów istnieje jeden kłykieć potyliczny, a u płazów i ssaków dwa.